# Brachymeria apicalis
Brachymeria apicalis is een vliesvleugelig insect uit de familie bronswespen (Chalcididae). De wetenschappelijke naam is voor het eerst geldig gepubliceerd in 1989 door Husain & Agarwal.